# John Neumeier
John Neumeier (* 24. Februar 1939 in Milwaukee, Wisconsin) ist ein US-amerikanischer Tänzer, Choreograf und Ballettdirektor.
Der für seine Ballettchoreografien international anerkannte und ausgezeichnete Neumeier war von 1973 bis 2024 als Ballettdirektor an der Hamburgischen Staatsoper und Chefchoreograf des Hamburg Ballett sowie seit 1996 auch als Ballettintendant an der Staatsoper in Hamburg, aber auch an anderen Orten als Gastchoreograf, tätig. Er war zudem Direktor der von ihm begründeten Ballettschule in Hamburg.

## Leben und Wirken
Eine Biographie über die russische Ballettlegende Vaslav Nijinsky in der örtlichen Stadtbibliothek weckte sein Interesse für den Tanz und beschäftigte ihn sein Leben lang mit dem Leben und Wirken Nijinskys. Den ersten Ballettunterricht erhielt Neumeier in seiner Heimatstadt bei Sheila Reilly und in Chicago bei B. Stone und W. Camryn. Danach folgten Lehrjahre bei Vera Volkova, in Kopenhagen und an der Royal Ballet School in London. Schließlich kehrte er nach Milwaukee zurück und erwarb an der dortigen Marquette University den akademischen Grad eines Bachelor of Arts in den Fächern „Englische Literatur“ und „Theaterwissenschaft“. Als er 1963 in London tanzte, sahen ihn dort u. a. auch Marcia Haydée und Ray Barra, die ihrem Direktor John Cranko nahelegten, ihn für das Stuttgarter Ballett zu engagieren. Dieser Truppe gehörte er daraufhin von 1963 bis 1969 als Tänzer (später Solist) an, dort schuf er seine ersten Choreografien.
Ulrich Erfurth berief ihn nach Frankfurt am Main, wo er von 1969 bis 1973 Ballettdirektor und Chefchoreograph war. Neumeier erregte in dieser Zeit bereits durch seine Neudeutung bekannter Handlungsballette Aufsehen (Der Nussknacker, Romeo und Julia und Daphnis und Chloë). 1973 holte ihn August Everding nach Hamburg. Seitdem ist er Leiter des Hamburg Ballett an der Hamburgischen Staatsoper, das unter seiner Direktion zu einer der führenden deutschen Ballettkompanien wurde. In Hamburg choreographierte er Ballett-Uraufführung von Werken von Meyerbeer, Schumann und Gustav Mahler.
1978 gründete er dort die Ballettschule des Hamburg Ballett, deren Direktor er ebenfalls ist. Als Vorbild diente ihm dabei die Stuttgarter Ballettschule. Neumeier ist Mitglied der Freien Akademie der Künste Hamburg und der Akademie der Künste Berlin.
Maurice Béjart choreografierte im Jahr 1984 für Neumeier und Marcia Haydée (Neumeier widmete ihr seine Kameliendame) als Tänzer Les Chaises nach Ionescos Die Stühle. Das Stück wurde auf Tourneen u. a. in New York, Zürich, Buenos Aires, São Paulo, Rio de Janeiro, Tel Aviv, Tokio, Berlin, Essen, Dresden, Paris und Kopenhagen gezeigt.
Als Gastchoreograf war Neumeier u. a. wiederholt beim American Ballet Theatre in New York (u. a. Getting Closer 1999), beim Royal Ballet in London (Lento zur Wiedereröffnung des Royal Opera House), beim Tokyo Ballet in Tokio (Seasons – The Colors of Time zum 35-jährigen Bestehen 2000), am Mariinsky-Theater in St. Petersburg (Sounds of Empty Pages, Alfred Schnittke gewidmet, 2001 als erster westlicher Choreograf seit 100 Jahren), den Ballettkompanien der Staatsopern Wien und Dresden, beim Bayerischen Staatsballett in München, beim Ballett der Deutschen Oper in Berlin, beim Stuttgarter Ballett, beim Königlich Dänischen Ballett in Kopenhagen (u. a. Die kleine Meerjungfrau 2005 Uraufführung zur Eröffnung des Opernhauses/200. Geburtstag Hans Christian Andersen), beim Königlich Schwedischen Ballett in Stockholm, beim Finnischen Nationalballett, für das Neujahrskonzert der Wiener Philharmoniker, beim Royal Winnipeg Ballet und beim National Ballet in Kanada, beim American Ballet Theatre, beim Ballet du XXième siécle in Brüssel, beim Ballet de l’Opéra de Paris, beim Ballet des Grand Théâtre de Genève in Genf und beim San Francisco Ballet tätig.

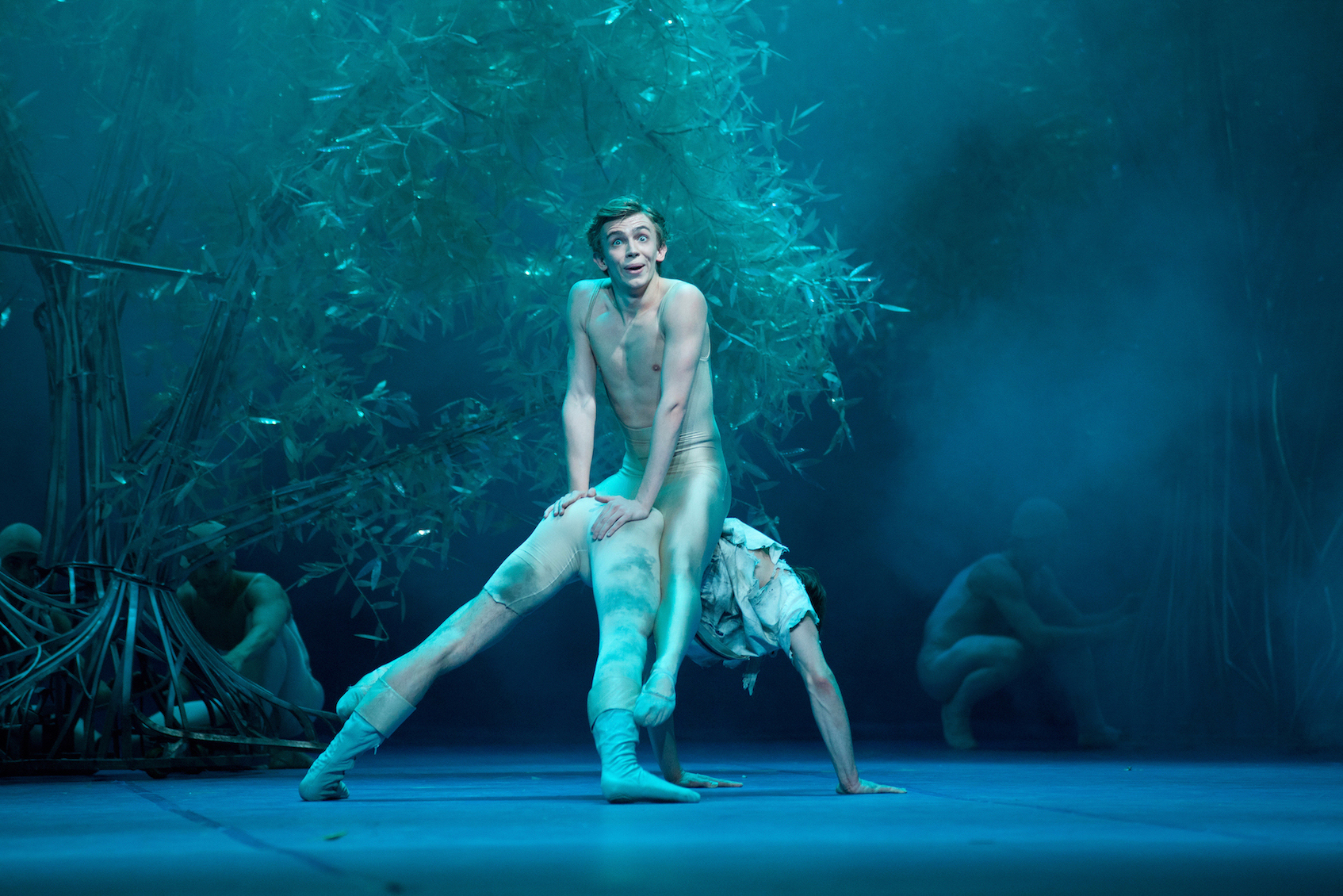
Ein Sommernachtstraum, Choreografie von John Neumeier, Patryk Walczak als Puck (2013)

Zu seinen bekanntesten Werken als Choreograf gehören Romeo und Julia (1971), Ein Sommernachtstraum (1977), Kameliendame (1978), Medea (1990), Sylvia (1997), Matthäus-Passion (1981), Messias (1999), Endstation Sehnsucht (1983), Odyssee (1995), König Artus (1982) und Illusionen – wie Schwanensee (1976), Nijinsky (2000), Die Möwe (2002). 2006 entstand Parzival – Episoden und Echo mit Musik von John Adams, Richard Wagner und Arvo Pärt.
Auch wenn der Schwerpunkt von Neumeiers Schaffen dem abendfüllenden Handlungsballett gilt, hat er sich gelegentlich gerne auch anderer Bühnenwerke angenommen. So inszenierte er beispielsweise Othello von Giuseppe Verdi an der Bayerischen Staatsoper und Orpheus und Eurydike von Christoph Willibald Gluck sowie das Musical West Side Story von Leonard Bernstein an der Hamburgischen Staatsoper. Neumeier richtete Ballett-Werkstätten ein, die in der Regel viermal, einschließlich einer Benefiz-Ballett-Werkstatt, während einer Spielzeit stattfinden.
Im Jahr 2006 begründete Neumeier die Stiftung John Neumeier mit dem Ziel, seine Tanz- und Ballettsammlung und sein Lebenswerk für die Stadt Hamburg zu sichern und der Öffentlichkeit zugänglich zu machen. 2022 wurde bekannt, dass ab August 2024 der argentinische Choreograf Demis Volpi als Intendant des Hamburger Balletts die Nachfolge Neumeiers antreten werde.
Wegen des russischen Überfalls auf die Ukraine im Februar 2022 untersagte er im Juli 2023 eine weitere Aufführung seines Balletts Kameliendame am Bolschoi-Theater in Moskau.

## Privates
Neumeier war eng befreundet mit dem 1993 verstorbenen österreichischen Schauspieler Werner Pochath. Am 21. Dezember 2018 heiratete er seinen langjährigen Lebenspartner, den Herzchirurgen Hermann Reichenspurner.
Nachdem die Kirchengemeinde Neumeiers ihm 2009 zum 70. Geburtstag gratuliert hatte, behauptete Neumeier gegenüber der Fachzeitschrift Dance Magazine, 1942 geboren worden zu sein. 2017 gab er dann als tatsächliches Geburtsjahr 1939 an.

## Auszeichnungen (Auswahl)
- 1975 erhielt John Neumeier für die Choreographie und Ballett-Uraufführung der Dritten Sinfonie von Gustav Mahler den Ehrenpreis Silberne Maske der Hamburger Volksbühne.
- 1978 zeichnete der Norddeutsche Rundfunk vier Folgen über John Neumeiers Ballett-Werkstatt-Veranstaltungen auf. Diese bescherten ihm im selben Jahr die Goldene Kamera.
- 1983 erhielt er den US-amerikanischen Dance Magazine Award. Vier Jahre später ernannte ihn die Marquette University seiner Heimatstadt zum Ehrendoktor der schönen Künste und der Senat der Hansestadt Hamburg zum Professor.
- 1988 bekam er zwei Preise: den Deutschen Tanzpreis und den Prix Diaghilev. Im Jahr darauf wurde er in Dänemark mit dem Ritterkreuz des Danebrog-Ordens ausgezeichnet.
- 1994 wurde John Neumeier der Hamburger Bürgerpreis der CDU Hamburg verliehen.
- 1995 wurde John Neumeier der Preis der Stiftung Bibel und Kultur für Choreographie verliehen.[12]
- Im Jahr 2005 erhielt Neumeier für seine Verdienste als Choreograf im Rahmen der Dresdner Musikfestspiele den SAECULUM Glashütte Original-Musikfestspiel-Preis.
- 2007 wurde John Neumeier mit dem Herbert-von-Karajan-Musikpreis ausgezeichnet und zum Ehrenbürger von Hamburg ernannt.
- 2008 wurde Neumeier vom Verein zur Förderung der Tanzkunst in Deutschland e. V. und dem Deutschen Berufsverband für Tanzpädagogik e. V. der Deutsche Tanzpreis verliehen.
- John Neumeier wurde 2011 das Große Bundesverdienstkreuz verliehen.
- 2012 erhielt er den erstmals vergebenen Gustaf-Gründgens-Preis.
- 2012 erhielt Neumeier in Moskau den Orden der Freundschaft der Völker.
- 2013 zeichnete ihn der polnische Kulturminister mit der Gloria-Artis-Medaille für kulturelle Verdienste aus.[13]
- 2015 wurde er beim Österreichischen Musiktheaterpreis mit dem Goldenen Schikaneder in der Kategorie Beste Ballettproduktion für Die Kameliendame am Theater an der Wien ausgezeichnet.[14]
- 2015 wurde Neumeier der Kyoto-Preis zuerkannt.[15]
- 2017 erhielt Neumeier den Erich-Fromm-Preis.[16]
- 2023: Italienischer Musikpreis „Una vita nella musica“[17]
- 2023: Hommage-Gravurtafel an der Hamburger St. Michaelis-Kirche für seine Verdienste um die Kultur der Stadt Hamburg[18]
- 2023: Ehrenmitglied der Hamburgischen Staatsoper[19]
- 2023: Aufnahme in den Orden Pour le mérite für Wissenschaften und Künste
- 2025: Preis für das Lebenswerk der Fachzeitschrift Tanz[20]
- Großes Bundesverdienstkreuz mit Stern[21]

## Choreographien (Auswahlliste)
- Haiku (1966, Stuttgart)
- Separate Journeys (1968, Schwetzingen)
- Brandenburg 3 (1970, Frankfurt)
- Der Feuervogel (1970, Frankfurt)
- Romeo und Julia (1971, Frankfurt)
- Der Nussknacker (1971, Frankfurt)
- Der Kuss der Fee (1972, Frankfurt)
- Daphnis und Chloe (1972, Frankfurt)
- Dämmern (1972, Frankfurt)
- Le sacre (1972, Frankfurt)
- Désir (1973, Hamburg)
- Nacht (1973, Stuttgart)
- Dritte Sinfonie von Gustav Mahler (1975, Hamburg)
- Hamlet Connotations (1976, New York)
- Illusionen – wie Schwanensee (1976, Hamburg)
- Rückert-Lieder (1976, Hamburg)
- Der Fall Hamlet (1976, Stuttgart)
- Josephs Legende (1977, Wien)
- Vierte Sinfonie von Gustav Mahler (1977, London)
- Ein Sommernachtstraum (1977, Hamburg)
- Dornröschen (1978, Hamburg)
- Die Kameliendame (1978, Stuttgart)
- Vaslaw (1979, Hamburg)
- Matthäuspassion (1981, Hamburg)
- Artus-Sage (1982, Hamburg)
- Tristan (1982, Hamburg)
- Giselle (1983, Hamburg)
- Endstation Sehnsucht (1983, Stuttgart)
- Sechste Sinfonie von Gustav Mahler (1984, Hamburg)
- Othello (1985, Hamburg)
- Wie es euch gefällt (1985, Hamburg)
- Shall we dance? (1986, Hamburg)
- Fratres (1986, Stuttgart)
- Magnificat (1987, Orange/Paris)
- Peer Gynt (1989, Hamburg)
- Seven Haiku of the Moon (1989, Tokio)
- Fünfte Sinfonie von Gustav Mahler (1989, Hamburg)
- Des Knaben Wunderhorn (1989, Hamburg)
- Medea (1990, Stuttgart)
- Fenster zu Mozart (1991, Hamburg)
- Requiem (1991, Salzburg)
- A Cinderella Story (1992, Hamburg)
- Zwischenräume – Neunte Sinfonie von Gustav Mahler (1994, Hamburg)
- Odyssee (1995, Athen/Hamburg)
- Yondering (1996, Hamburg)
- Opus 100 – For Maurice (1996, Lausanne)
- Vivaldi oder Was ihr wollt (1996, Hamburg)
- Sylvia (1997, Paris)
- Bernstein Dances (1998, Hamburg)
- Messias (1999, Hamburg)
- Nijinsky (2000, Hamburg)
- Winterreise (2001, Hamburg)
- Die Möwe (2002, Hamburg)
- Tod in Venedig (2003, Hamburg)
- Die kleine Meerjungfrau (2005, Kopenhagen)
- Parzival – Episoden und Echo (2006, Baden-Baden)
- Weihnachtsoratorium (2007, Wien)
- Le Pavillon d’Armide (2009, Hamburg)
- Purgatorio (2011, Hamburg)
- Liliom (2011, Hamburg)
- Tatjana (2014, Hamburg)
- Das Lied von der Erde (2015, Paris)
- Duse (2015, Hamburg)
- Turangalîla (2016, Hamburg)
- Anna Karenina (2017, Hamburg)
- Beethoven-Projekt (2018, Hamburg)
- Die Glasmenagerie (2019, Hamburg)
- Ghost Light (2020, Hamburg)
- Beethoven-Projekt II (Premiere am 29. Mai 2021, Hamburg)
- Hamlet 21 (Premiere am 13. Juni 2021, Hamburg)
- Dornröschen (Neufassung) (Premiere am 19. Dezember 2021, Hamburg)
- Die Unsichtbaren (Premiere am 16. Juni 2022, Hamburg)
- Dona Nobis Pacem (Premiere am 4. Dezember 2022, Hamburg)
- Epilog (Premiere am 30. Juni 2024, Hamburg)

## Dokumentarfilme
- John Neumeier au travail. Dokumentarfilm, Frankreich 1990, 68 Min, Regie: André S. Labarthe
- John Neumeier – Ein Leben für den Tanz. Dokumentarfilm, Deutschland, 2000, 43:30 Min., Buch und Regie: NN, Produktion: BR-alpha[22]
- Nijinsky & Neumeier. Eine Seelenverwandtschaft im Tanz. Fernseh-Dokumentation, Deutschland, 2009, 88 Min., Regie: Annette von Wangenheim, Produktion: WDR[23]